# 須原屋佐助
須原屋 佐助  （すはらや さすけ、生年不詳-天保11年（1840年））とは江戸時代に江戸にあった地本問屋、団扇問屋、書物問屋。

## 来歴
金花堂または金華堂と号す。江戸の書物問屋であった須原屋茂兵衛の一門である。金花堂はもとは寛政年間に近江屋与兵衛が創業した店で、鴨伊兵衛が経営していた。佐助は須原屋茂兵衛店の支配人を経て金花堂近江屋与兵衛の本屋株と雁皮紙販売株を買い、家号を受け継いで独立したかといわれる。文化3年（1806年）に初代佐助が和紙舗榛原を開業している。文化年間から明治時代にかけて江戸の日本橋通4丁目長右衛門店地借において書物問屋を営業しており、後に団扇問屋、地本草紙問屋をも兼ねた。地本草紙問屋仮組（新組）の一軒であった。文政6年（1823年）に鴨伊兵衛が経営していた店を佐助が譲り受け店主となった。佐助は紀伊国栖原村から幼少時に江戸へ出て、日本橋一丁目の須原屋茂兵衛の店で奉公した後、年季明けで店をもつにいたった。文政7年（1824年）に刊行された『江戸買物独案内』に｢書物問屋　唐本・和本・仏書・石刻｣との記載がある一方で、書紙問屋として｢元祖　雁皮紙所」、｢和漢名品文房之具御誂御望次第｣また｢小児五疳妙薬　保童真珠丸｣との広告が載る。当時の引き札から書籍、紙、墨などの文具から保童真珠丸という薬まで取り扱っていたことがわかる。また、それらとともに豆州熱海の今井半太夫製の熱海雁皮を扱ったところ、これが大変な好評を得て財をなした。佐助は同時にその財力で本町の今井、万町の榛原を買収、金花堂と合わせて三つの店舗を持つことになったのであった。
初代佐助には子がなかったため、天保8年（1837年）に養子を迎えて2代目金花堂佐助とし、また同時に榛原の主人にもつけて、彼を初代榛原直次郎とした。

## 作品
- 賀茂真淵『冠辞考』1冊 寛政7年（1795年）
- 中臣親満、小山田与清ほか 『千鳥のあと』1冊 歌学・書道本 文政2年（1819年）
- 『江戸町づくし』 文政4年（1821年）
- 東籬亭悠翁編 『日用雑録婦人珠文匣 秀玉百人一首小倉栞』 渓斎英泉画 天保7年（1836年） ※須原屋茂兵衛、岡田屋嘉七らと合版
- 黒沢翁満『源氏百人一首』 椿斎清福画 天保10年（1839年）
- 山鹿素水 『練兵実備』全3冊 嘉永3年（1850年）
- 鈴木善教校 『校本古文真宝後集』1冊 安政5年（1858年） ※須原屋茂兵衛、山城屋佐兵衛らと合版
- 『皇学所御用』1冊 明治26年（1893年）